# Castle falls
Castle falls este un film chinezesc de acțiune din 2021 regizat de Dolph Lundgren.